# たばこの規制に関する世界保健機関枠組条約
たばこの規制に関する世界保健機関枠組条約（たばこのきせいにかんするせかいほけんきかんわくぐみじょうやく、WHO Framework Convention on Tobacco Control：略称WHO FCTC）は、たばこの使用およびたばこの煙に晒されることの広がりを継続的かつ実質的に減少させるため、締約国が自国において並びに地域的および国際的に実施するたばこの規制のための措置についての枠組みを提供することにより、たばこの消費およびたばこの煙に晒されることが健康、社会、環境および経済に及ぼす破壊的な影響から現在および将来の世代を保護することを目的とした条約である。日本での通称は、たばこ規制枠組条約、または、たばこ規制枠組み条約。
2003年5月21日に世界保健機関(WHO)第56回総会で全会一致で採択され、2005年2月27日に発効した。締約国は、たばこ消費の削減に向けて、広告・販売への規制、密輸対策が求められる。公衆衛生分野で初の国際条約である。2009年末までに168か国が条約に調印した。
煙草の広告や販売促進などを全面的に禁止し、規制の実施措置を取るよう求められ、未成年者への購入防止策、たばこ税の引き上げ、誤った印象を与える販売方法の制限は各国の自主判断に任される。条約第8条は、たばこの煙に晒されることからの保護を求めている。

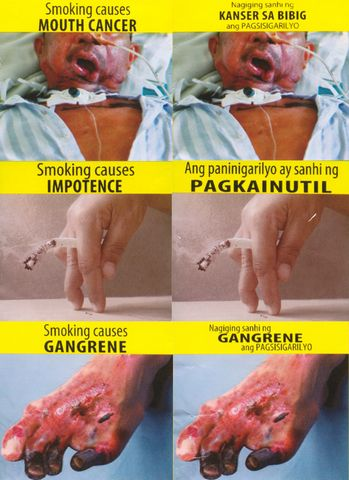
フィリピンにおけるたばこ製品の包装。本条約11条は、誤った印象を与える用語を用いないために「ライト」といった用語の取り扱いを含めることができ、その包装において大きく明瞭で判読可能な警告を付し、面積の50%以上を占めるべきで30%を下回ることなく、また写真や絵を使うことができるとしている。フランスでも同様の写真を用いた包装である。

日本は禁煙政策において最低水準である。

## 条約の成立経緯
背景として、資金力のある多国籍企業が発展途上国へ販売するようになり、急速にたばこの使用が広まった
世界保健機関は1948年より、「すべての人々が可能な最高水準の健康に到達すること」という憲章を掲げており、1973年にはWHOの権限を利用したたばこ規制のアイデアが初めて提示され、1993年にはアメリカの法学者ルース・マーレーが国際法を用いた規制開発のキャンペンーンを開発した。1999年には、たばこ産業の内部文書によって、WHOを最大の敵とみなし規制のための取り組みを妨害する目的で動いてきたことも明らかとなった。
1999年には条約の起草・政府間交渉の開始が決定され、2001年の世界保健総会で条約が可決し締約国の参加、2003年に世界保健機関枠組条約発効へと至った。

## 署名・批准・発効
本条約は、40番目の批准書、受諾書、承諾書、正式確認書、または加入書が寄託されてから90日後に効力を発生することとされている（第36条）。2004年（平成16年）11月29日に、締約国数が条約の発効要件である40か国に達したため、同日の90日後となる2005年（平成17年）2月27日に効力を生ずることとなった。インドネシアは非加盟。
- 署名国 - 168か国
- 締約国 - 182か国（2023年5月31日現在）

## 条文
前文、本文（38ヵ条）および末文から成る。正文は、アラビア語、中国語、英語、フランス語、ロシア語、スペイン語の6か国語。日本語訳の条文は、国会の承認後に官報で公布されたほか、外務省の公式ウェブサイトで公開されている。
本条約におけるたばこ製品とは、第一条の用語に規定されており、葉タバコからなるもののことである。

## 締約国の義務
締約国は条約の発効から3年以内に、
1. 健康被害が少ないと誤解を与えかねない表示をしない
2. 包装面積の3割以上を用いて、健康被害の警告表示の掲載を求める

その他、発効後5年以内に、煙草の広告や販売促進などを全面的に禁止し、規制の実施措置を取るよう求められ、法律の整備を行って、未成年者の自動販売機による煙草購入を防ぐことも要求される。煙草に対する課税率引き上げの要検討、「マイルド（MILDS）」「ライト（LIGHTS）」などの表示規制は、各国の自主判断に任される。また、条約第8条では、たばこの煙に晒されることからの保護を求めており、具体的な指針として「たばこの煙に晒されることからの保護に関するガイドライン」が定められている。

### 議定書およびガイドライン
たばこの不法取引に関する議定書
第2回締結国会議において、不法製造・密輸・密売等に国際的に対応するため、「たばこの不法取引に関する議定書」の作成に向けた政府間交渉を、2008年に開始することが決定された。2008年の第3回締約国会議では、2009年の第4回締約国会議で議定書案を提案するために交渉を継続することが合意された。
たばこの煙に晒されること（受動喫煙）からの保護に関するガイドライン
2007年7月4日、第2回締約国会議において条約第8条とそのガイドラインの実行をすみやかに2010年2月までに行うことが、満場一致で採択された。これにより日本を含む締約国は、「第8条本文に示されたたばこ煙からの保護という義務は、基本的人権と自由に基づいたものである。」との認識に基づき、公共の場での受動喫煙防止を促進することになった。
公衆保健政策を「たばこ産業の商業的その他の既存の利益」から擁護することに関するガイドライン
第2回締結国会議において、ガイドラインを検討するためのワーキング・グループを設置。第3回締約国会議でガイドラインが採択された。
たばこ製品の包装及びラベルに関するガイドライン
第2回締結国会議において、ガイドラインを検討するためのワーキング・グループを設置。第3回締約国会議でガイドラインが採択された。
たばこの広告、販売促進及び後援に関するガイドライン
第2回締結国会議において、ガイドラインを検討するためのワーキング・グループを設置。第3回締約国会議でガイドラインが採択された。
たばこ製品の含有物及び情報の開示に関するガイドライン
第2回締結国会議において、ガイドラインを検討するためのワーキング・グループを設置。
教育、情報の伝達、訓練及び啓発に関するガイドライン
第2回締結国会議において、ガイドラインを検討するためのワーキング・グループを設置。

## 締結国会議

### 第1回締結国会議
2006年2月6日から17日まで、ジュネーブにおいて締結国110か国の代表・オブザーバーの参加により開催。締結国会議の開催頻度や票決方式、オブザーバー等の手続規則を定めるとともに、条約事務局を設置および機能の決定等が話し合われた。

### 第2回締約国会議
2007年6月30日から7月6日まで、タイ・バンコクにおいて締約国128か国の代表・オブザーバー（条約未締結の米・伊等）、国際機関およびNGOから約800名の参加を得て開催。「たばこの煙に晒されることからの保護に関するガイドライン」が、コンセンサスで採択されるとともに、議定書および各ガイドライン策定のスケジュールやワーキンググループの設置等が話し合われた。

### 第3回締約国会議
2008年11月17日 - 22日、南アフリカ・ダーバンで締結国130か国の代表およびオブザーバーが参加し開催された。たばこ産業の広告・販促の全面禁止のみならず、研究助成や人道支援を含む社会的活動の全面規制を求める厳しい内容が織り込まれ、さらにたばこの包装・ラベルなどに対して新たなガイドラインが追加された。

### 第4回締約国会議
2010年11月15 - 20日に南米・ウルグアイで開催。タバコへの添加物を禁止するガイドライン、教育、伝達、トレーニングおよび一般にタバコの害について知らせるガイドライン、禁煙・治療についてのガイドラインが採択された。

## 日本との関係
批准後に、たばこのパッケージの外側に警告文を大きく掲載し、飲食店などに喫煙席と禁煙席の分離を要請し（法的強制力なし）、2008年には自動販売機にtaspoを導入した。
- 2004年3月9日 - ニューヨークで署名[15]。内閣から衆議院へ「たばこの規制に関する世界保健機関枠組条約の締結について承認を求めるの件」が議案提出される。
- 2004年4月22日 - 衆議院承認、参議院へ送付。
- 2004年5月19日 - 参議院承認、これにより国会の承認があった旨内閣へ通知。
- 2004年6月8日 - 受諾書を国際連合事務総長に寄託(depositing the instrument of acceptance)[16][17]。
- 2005年2月2日 - たばこの規制に関する世界保健機関枠組条約（2005年条約第3号）として公布（英語正文と日本語訳文を官報掲載）し、効力も発生した[16]。ただし、この条約に対応する国内規制法は未整備である。

日本は禁煙政策において最低水準にあると評価されている。2020年東京オリンピックに向けて、国際オリンピック委員会も支持する公共空間での禁煙は、たばこ族議員（自民党たばこ議員連盟などがある）からの激しい異議の申し立てにより中途半端な状態である。コンビニエンスストアでは看板に大きく「たばこ」と表示しており、また、店内でもレジ脇やレジ後方の目立つ場所にパッケージを並べており、これらがFCTC第13条に違反しているのでは、との指摘もある。